# Papagou-Cholargos
Papagou-Cholargos (Grieks: Παπάγου-Χολαργός) is sedert 2011 een fusiegemeente (dimos) in de Griekse bestuurlijke regio (periferia) Attica.
De twee deelgemeenten (dimotiki enotita) van de fusiegemeente zijn:
- Cholargos (Χολαργός)
- Papagou (Παπάγου)